# リタ・クーリッジ
リタ・クーリッジ（Rita Coolidge、1945年5月1日 - ）は、アメリカ合衆国テネシー州出身の女性歌手、女優。アメリカ・インディアンのチェロキー族の血を引く。

## 来歴
幼い頃からゴスペルに親しみ、1960年代末期から本格的にプロの歌手として活動。1969年の暮れには、デラニー&ボニーのツアーに帯同。このツアーには、エリック・クラプトンも参加していた。
1970年にはジョー・コッカーのアメリカ・ツアーでバック・コーラスを担当。この時、リタにスポットを当てたコーナーで、レオン・ラッセル作の楽曲「スーパースター」を歌っており、その様子はコッカーのライブ・アルバム『マッド・ドッグス&イングリッシュメン』（1970年）にも収録された。この曲は後に、カーペンターズがヒットさせてスタンダード・ナンバーとなる。
1971年、アルバム『リタ・クーリッジ』でデビュー。このアルバムには、ブッカー・T・ジョーンズ、ライ・クーダーなどのゲスト・プレイヤーが参加している。また、この時期、日本でも小ヒットした「マイ・クルー」を発表している。1973年、カントリーのシンガー・ソングライター、クリス・クリストファーソンと結婚。その後、クリスと連名のアルバムを何枚か発表。また、サム・ペキンパーの映画『ビリー・ザ・キッド』に出演した。
1977年、アルバム『エニイタイム…エニイホエア』がビルボードのアルバムチャート6位を記録。ジャッキー・ウィルソンのカバー「ハイヤー・アンド・ハイヤー」は全米2位を記録。ボズ・スキャッグスのカバー「ウィ・アー・オール・アローン」は全米7位を記録した。
1979年6月、第8回東京音楽祭に参加し、「あなたしか見えない/Don't Cry Out Loud」を歌いグランプリを獲得。1980年頃、クリストファーソンと離婚した。
1983年、映画『007 オクトパシー』の主題歌「All Time High」を歌う。1984年、沢田研二作曲の「美しき女 LOVE FROM TOKYO」を来日記念シングルとしてリリース。一部歌詞が日本語で歌われている。1991年のアルバム『ダンシング・ウィズ・エンジェル』は、日本のヒット曲のカバーも含む内容で、森高千里「雨」や徳永英明「Rainy Blue」などが英語詞で歌われた。また、アーロン・ネヴィルのアルバム『ウォーム・ユア・ハート』（1991年）や中島みゆきのアルバム『歌でしか言えない』（1991年）にゲスト参加した。
1994年、ロビー・ロバートソン（元ザ・バンド）が、アメリカ・インディアンをテーマとしたアルバム『ネイティヴ・アメリカン』制作。リタは姉のプリシラ、姪のローラ・サッターフィールドと共に同作に参加。リタ、プリシラ、ローラの3人は、チェロキー族の伝統を前面に出したグループ「Walela」を結成し、スタジオ・アルバム2枚とライブ・アルバムを発表。2002年にはソルトレークシティオリンピックの開会式にWalelaとして出演し、ロビー・ロバートソンと共演している。
2004年に当時カリフォルニア大学アーバイン校教授の須田達也と再婚したが2012年に離婚。2005年のソロ・アルバム『アンド・ソー・イズ・ラブ』では、ジャズに挑戦した。2017年、大学時代の元恋人と故郷で再会したことがきっかけに恋愛関係が復活し、テネシー州に戻り元恋人との新生活をスタートさせた。

## ディスコグラフィ

### スタジオ・アルバム
- 『リタ・クーリッジ』 - Rita Coolidge (1971年、A&M) ※旧邦題『ビューティフル・デビュー』
- 『ナイス・フィーリン』 - Nice Feelin' (1971年、A&M)
- 『ザ・レディース・ノット・フォー・セール』 - The Lady's Not for Sale (1972年、A&M/MFP)
- 『フル・ムーン』 - Full Moon (1973年、A&M) ※with クリス・クリストファーソン
- 『フォール・イントゥ・スプリング』 - Fall into Spring (1974年、A&M)
- 『ブレイクアウェイ (解放)』 - Breakaway (1974年、Monument) ※with クリス・クリストファーソン
- 『イッツ・オンリー・ラヴ』 - It's Only Love (1975年、A&M)
- 『エニイタイム…エニイホエア』 - Anytime...Anywhere (1977年、A&M)
- 『ラヴ・ミー・アゲイン』 - Love Me Again (1978年、A&M)
- 『ナチュラル・アクト』 - Natural Act (1978年、A&M) ※with クリス・クリストファーソン
- 『サティスファイド』 - Satisfied (1979年、A&M)
- 『ハートブレイク・ラジオ』 - Heartbreak Radio (1981年、A&M)
- 『オンリー・ユー』 - Never Let You Go (1983年、A&M)
- 『インサイド・ザ・ファイアー』 - Inside the Fire (1984年、A&M)
- 『グッド・オールド・デイズ』 - Good Old Days (1984年、A&M)
- 『ファイヤー・ミー・バック』 - Fire me Back (1990年、Attic) ※旧邦題『ファッシネイション』
- 『ダンシング・ウィズ・エンジェル』 - Dancing with an Angel (1991年、Attic)
- 『ラヴ・レッスンズ』 - Love Lessons (1992年、Caliber/Critique)
- 『フォー・ユー』 - For You (1993年、Alpha)
- 『ビハインド・ザ・メモリーズ』 - Behind the Memories (1995年、Pony Canyon)
- 『アウト・オブ・ザ・ブルース』 - Out of the Blues (1996年、Beacon)
- 『かげりゆく愛に』 - Letting You Go With Love (1997年、Victor) ※日本先行発売。『Thinkin' About You』として翌年再発
- 『アンド・ソー・イズ・ラブ』 - And So Is Love (2005年、Concord)
- A Rita Coolidge Christmas (2012年、429)
- Safe in The Arms of Time (2018年、Blue Élan)

### Walela
- Walela (1997年)
- Unbearable Love (2000年)
- Live In Concert (2004年)

## 日本公演
- 1984年

3月15日 神奈川県立県民ホール、17日 北海道厚生年金会館、19日,20日 中野サンプラザ、21日 名古屋市民会館、22日 大阪フェスティバルホール、23日 福岡サンパレス
※上記以外にも、1974年、1980年、2000年代に来日公演を行っている。